# 江津町
江津町（ごうつちょう）は島根県の西部、那賀郡に属していた町。現在の江津市の市役所所在地であり、江の川河口の両岸、山陰本線江津駅周辺にあたる。
本項では1914年の町制前の名称である江津村（ごうつむら）についても述べる。

## 地理
- 山：大野山
- 河川：江の川

## 歴史
- 1889年（明治22年）4月1日 - 町村制の施行により、郷田村・金田村の区域をもって江津村が発足。
- 1914年（大正3年）7月1日 - 江津村が町制施行して江津町となる。
- 1940年（昭和15年）4月1日 - 都濃村・渡津村と合併し、改めて江津町が発足。
- 1954年（昭和29年）4月1日 - 都野津町・川波村・二宮村・跡市村・浅利村・松川村・川平村・江東村と合併して江津市が発足。同日江津町廃止。

## 交通

### 鉄道路線
- 日本国有鉄道
  - 山陰本線・三江線
    - 江津駅

なお旧町域には江津市発足後、三江線の中間駅として江津本町駅及び千金駅が設置された。

### 道路
- 国道9号